# 竹中直人〜月夜の蟹〜
『竹中直人〜月夜の蟹〜』（たけなかなおと つきよのかに）は、TBSラジオで放送されているラジオ番組である。
2001年から2007年までは『竹中直人ハードボイルド・ソーセージ』（たけなかなおとハードボイルド・ソーセージ）の番組名で、毎年ナイターオフ限定で放送されていた。
2008年度は竹中出演のTBSラジオでのレギュラー放送はなく、2009年10月に番組名を『竹中直人〜月夜の蟹〜』に変更したうえで放送を再開した。
2007年10月以降モビット→SMBCモビット（合併により2023年7月から三井住友カードの一ブランド）の一社提供。
このページでは『竹中直人〜月夜の蟹〜』と前身番組である『竹中直人ハードボイルド・ソーセージ』について説明する。

## 概要
事務所所長の竹中直人が、堀井美香演ずる人妻マネージャーの「桜坂八重子」（さくらざか やえこ）と共に、ゲストとバーなどで会って「友人同士の会話」をするという設定のトーク番組。
エンディングでは、次回予告代わりに、竹中の携帯電話に残されたゲストまたは桜坂のメッセージを再生するという演出がなされる。『ハードボイルド・ソーセージ』第6期まで（2007年3月まで）は、番組の後半にTBSラジオが選定した「今週（今月）の推薦曲」がかけられた。ゲストとの会話中に竹中が意識を失い、曲の後で堀井に起こされる（ゲストは帰った後）という演出もある。
『ハードボイルド・ソーセージ』第7期以降、竹中がCMキャラクターを務めるモビット（2017年12月1日からの社名はSMBCモビット）がスポンサーに付き、タイトルコールが「モビットpresents 竹中直人ハードボイルド・ソーセージ」になった。また放送時間が1時間から30分に短縮され、一組のゲストとの会話が複数回に分けて放送されるようになった。『月夜の蟹』では同様の構成に加えてミニコーナー「大人川柳道場!」（2011年4月「僕の私の明るい未来講座 五･七･五」へ改称）が設けられた。『月夜の蟹』は同時間帯でNHKラジオ第1放送を抑えて単独1位の聴視率を達成し、ナイターシーズン期の継続が決定した。

## 出演者
- 竹中直人（俳優）
- 皆川玲奈（TBSアナウンサー、2025年1月5日 - ） - アシスタント
- 小倉弘子（当時TBSアナウンサー、2024年4月7日 - 12月29日） - アシスタント
- 上村彩子（TBSアナウンサー、2022年4月3日 - 2024年3月31日） - アシスタント
  - 本編では、堀井演じる桜坂八重子の姪っ子という設定である「桜坂萌子」（さくらざか もえこ）として出演。
- 堀井美香（当時TBSアナウンサー、 - 2022年3月27日）
  - 堀井は、TBSを退社した2022年4月1日より竹中と同じフロム・ファーストプロダクションに所属しているが（正確には堀井はフロム・ファースト本体、竹中はLADY BIRDと、所属部署が異なる）、当番組は降板している（TBSラジオのレギュラー番組は『メタウォーター presents 水面スイッチ』のみ続投）。

## 放送時間
- 竹中直人ハードボイルド・ソーセージ
  - 第1期：2001年10月 - 2002年3月 毎週月曜20:00 - 21:00
  - 第2期：2002年10月 - 2003年3月 毎週月曜20:00 - 21:00
  - 第3期：2003年10月 - 2004年3月 毎週月曜21:00 - 22:00
  - 第4期：2004年10月 - 2005年3月 毎週木曜21:00 - 22:00（『おとなの時間割』内）　
  - 第5期：2005年10月 - 2006年3月 毎週金曜21:00 - 22:00（『おとなの時間割』内）　
  - 第6期：2006年10月 - 2007年3月 毎週水曜21:00 - 22:00（『おとなの時間割』内）　
  - 第7期：2007年10月 - 2008年3月 毎週日曜21:30 - 22:00
    - ただし、プロ野球中継『エキサイトベースボール』の延長や日本レコード大賞放送などの事情により、別の曜日の同じ時間に放送される回が多かった。
- 竹中直人〜月夜の蟹〜
  - 2009年10月 - 2010年3月 毎週土曜21:00 - 21:30
  - 2010年4月 - 2010年9月 毎週日曜21:00 - 21:30
  - 2010年10月 - 2013年3月 毎週月曜21:30 - 22:00
  - 2013年4月 - 2018年3月 毎週月曜20:00 - 20:30
  - 2018年4月 - 2021年3月 毎週日曜19:30 - 20:00
  - 2021年4月 -  毎週日曜17:30 - 18:00

## 川柳コーナー
「月夜の蟹」では番組終盤に5分ほどの川柳紹介番組風のコーナーが設けられているが、これは実質的にはコントコーナーである。
番組スポンサーであるモビットのCMキャッチフレーズと合わせたコーナー名を付け、リスナーから投稿されたもののほか、堀井美香と竹中直人が演じる仮想の川柳普及振興会の会員(先生)であるゲストがそれぞれ川柳を詠む。投稿と堀井の作品には「先生」が一言講評を添える。この「先生」はほぼ毎回キャラクターが変化しており、老若男女を問わずすべて竹中が演じ分けている。ただし、どれもかなりの奇人なキャラクターとなっている。
番組内コーナーであるがメインのトーク部分とは分けており、堀井は「桜坂」としてではなく堀井美香本人として出演している。

### コーナー開始時の紹介コール
- 大人川柳道場！（ - 2011年3月28日）

「ご機嫌いかがですか？、TBSアナウンサー堀井美香です。ここからは大人が選ぶ大人のローン、モビットがお送りする大人川柳道場です。寄せられた作品に大人川柳の権威である先生から講評・コメントを頂きながら良き大人について考えていこうというコーナーです。講評していただきますのは、全日本大人川柳普及振興会、名誉師範でいらっしゃいます、今回が初登場となる新しい先生です。先生、自己紹介をお願いします。」
- 僕の私の明るい未来講座 五･七･五（2011年4月4日 - ）

「ご機嫌いかがですか？、TBSアナウンサー堀井美香です。ここからはあなたの未来にリンクするモビットがお送りする僕の私の明るい未来講座 五･七･五をお届けします。日頃言葉には出せない募る想いを五七五の川柳にして詠い上げ、明るい未来について考えていこうというコーナーです。講評していただきますのは、明るい未来講座五七五普及振興会（ゼネラル）アドバイザーでいらっしゃいます、今回が初登場の先生です。先生自己紹介をお願いします。」

## ネットしたことがある局
本節のデータは三才ブックス発行・月刊ラジオライフ編『ラジオ番組表』に掲載されたデータに基づく。
『ハードボイルド・ソーセージ』の第1期と第4期、第7期、および『月夜の蟹』はTBSラジオのみの放送。第2期・第3期は20局前後の放送局にネットされ、ほぼ全国で聴取可能だった。なお、『おとなの時間割』内で放送されていた第5期に関して山梨放送だけは異時ネット（土曜21:00 - 22:00）だった。
| 放送局       | 第2期 | 第3期 | 第5期 | 第6期 |
| ------------ | ----- | ----- | ----- | ----- |
| 北海道放送   | ○     | ○     | ○     |       |
| 青森放送     | ○     |       |       |       |
| IBC岩手放送  | ○     | ○     |       | ○     |
| 山形放送     | ○     |       |       |       |
| 新潟放送     | ○     |       |       |       |
| 信越放送     |       | ○     |       |       |
| 山梨放送     |       | ○     | ○     |       |
| 北日本放送   | ○     | ○     |       |       |
| 北陸放送     | ○     | ○     | ○     |       |
| 福井放送     | ○     | ○     |       |       |
| 静岡放送     | ○     | ○     | ○     | ○     |
| 中部日本放送 | ○     | ○     |       |       |
| 和歌山放送   |       | ○     |       |       |
| 山陽放送     | ○     | ○     |       |       |
| 山陰放送     | ○     | ○     |       |       |
| 中国放送     | ○     | ○     |       |       |
| 西日本放送   | ○     | ○     |       |       |
| 四国放送     |       |       | ○     | ○     |
| 南海放送     | ○     |       | ○     | ○     |
| 高知放送     | ○     | ○     |       |       |
| 大分放送     | ○     | ○     |       |       |
| 長崎放送     | ○     | ○     |       |       |
| 熊本放送     | ○     | ○     |       |       |
| 宮崎放送     | ○     |       |       |       |
| 琉球放送     | ○     |       |       |       |